# Otochilus
Otochilus là một chi thực vật có hoa trong họ, Orchidaceae.